# Alphonse Legros

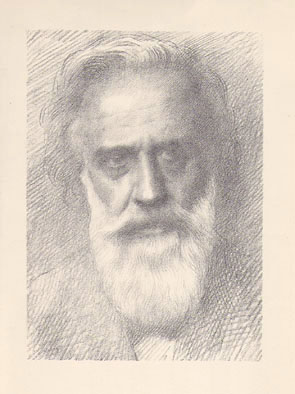
Självporträtt, teckning från 1898.

Alphonse Legros, född 8 maj 1837 i Dijon, död 7 december 1911 i Watford, Hertfordshire, var en fransk-engelsk konstnär.
Legros studerade i Paris och utställde förtjänstfulla målningar, som i karaktär och uttryckssätt närmar sig Gustave Courbets och Henri Fantin-Latours alster: Porträtt av målarens fader (1857), Angelus (1859, galleriet i Liverpool), den betydande duken Ex voto (kvinnor böjande omkring en madonnabild i det fria, 1861, museum i Dijon), Kyrkoplikt och Den döde Kristus (1888, båda i Luxembourgmuseet, som även äger Gambettas porträtt (av Léon Gambetta) i olja, flera tecknade porträtt, porträttmedaljonger och en modellerad torso). Legros överflyttade 1866 till London, där han blev professor vid University College och vid Victoria and Albert Museum. I nämnda museum är han representerad av Burne Jones porträtt samt av ett 50-tal akvareller och teckningar. 
Som lärare utövade han ett betydande inflytande och kan anses som den moderna engelska gravörskolans uppfostrare. Sin allra största betydelse har han som etsare. Han behandlade både religiösa ämnen och samtida genremotiv: Sankt Franciskus död, Munk vid orgeln, Konvalescentens promenad. Le bonhomme Misére och serien Dödens triumf, skildrade vagabonder, fattigdom och lidande. Nationalmuseum äger flera av hans etsningar, förvärvade på Legros och Frank Brangwyns gemensamma utställning i Stockholm 1907. Han utförde även dekorativ skulptur. En monumental springbrunn på Welbeck Abbey, familjeresidens för hertigen av Portland, är särskilt berömd.